# Piedra Blanca, Amatán
Piedra Blanca är en ort i Mexiko.   Den ligger i kommunen Amatán och delstaten Chiapas, i den sydöstra delen av landet, 700 km öster om huvudstaden Mexico City. Piedra Blanca ligger 914 meter över havet och antalet invånare är 384.
Terrängen runt Piedra Blanca är kuperad åt nordväst, men åt sydost är den bergig. Runt Piedra Blanca är det ganska tätbefolkat, med 90 invånare per kvadratkilometer. Närmaste större samhälle är Pueblo Nuevo Jolistahuacan, 19,3 km söder om Piedra Blanca. I omgivningarna runt Piedra Blanca växer i huvudsak städsegrön lövskog.